# Watova
Watova est une census-designated place du comté de Nowata, dans l'État d'Oklahoma, aux États-Unis. En 2020, elle compte une population de 32 habitants.